# Lagynodes pallidus
Lagynodes pallidus är en stekelart som först beskrevs av Karl Henrik Boheman 1832.  Lagynodes pallidus ingår i släktet Lagynodes och familjen trefåresteklar. Arten är reproducerande i Sverige. Inga underarter finns listade i Catalogue of Life.